# The Bell Keeper
The Bell Keeper é um filme de terror de 2023 dirigido por Colton Tran. Foi lançado pela Screen Media Films em 13 de outubro de 2023. 

## Sinopse
Um grupo de amigos que decide fazer um acampamento para tentar desmascarar o mito sobre um assassino que é convocado após o badalar de um sino.

## Elenco
- Randy Couture - Hank
- Kathleen Kenny - Brittany
- Reid Miller - Liam
- Mike Manning - Matthew
- Cathy Marks - Holly
- Bonnie Aarons - Jodie

## Recepção
No Film Threat, Daniel Rester avaliou com 6/10 de sua nota dizendo que "justamente quando eu estava começando a me perguntar se The Bell Keeper tinha algo novo a acrescentar, o roteiro de Joe Davison e Luke Genton lança uma bola curva para o público no meio (...) oferece um passeio de terror divertido para fãs pouco exigentes do gênero."
No Keith and the Movies, Keith Garlingthon deu 1,5/5 estrelas dizendo que "tem algumas ideias interessantes e faz o que pode com os recursos de que dispõe. Mas é uma clara vítima de suas limitações e sua deslealdade quase cativante rapidamente se transforma em algo mais difícil de suportar."